# Louis Ruffet
Louis Ruffet (* 13. April 1836 in Nyon; † 1923) war ein reformierter Kirchenhistoriker aus der Schweiz.
Ruffet studierte nach dem Besuch mehrerer deutscher Gymnasien an der Genfer École de theologie libre und wirkte seit 1859 an mehreren Orten als Pfarrer, u. a. 1861 bis 1869 in Genf, leitete 1870 bis 1872 das spanische Seminar in Lausanne und wurde 1873 zum Lehrer der Kirchengeschichte an der École de théologie libre in Genf ernannt. Die Universität von New Jersey ernannte Ruffet zum Ehrendoktor der Theologie.

## Schriften
- Saint Paul, sa double captivité à Rome (1859)
- Récits d’histoire des missions (2. Aufl. 1864)
- Vie de R. de Rod (1856)
- J. G. de la Flechère, esquisse biographique (1860)
- Francesco Spiera (1864)
- Ninive et Genève, ou exemple et devoir (1865)
- Thascius Cyprien, évêque de Carthage (1872)
- Lambert d’ Avignon, le réformateur de la Hesse (1873)
- Pietro Carnesecchi, un martyr de la réforme en Italie (1874)
- Vie de César Pronier (1875)
- Jean Louis Micheli (1875)
- Récits d’histoire de l’Église (1879)
- Le comte Agenor de Gasparin (1884)
- Georges Fox et les origines du Quakerisme (1886)
- La traite des nègres et l’esclavage en Afrique (1889)